# (22697) Mánek
(22697) Mánek, désignation internationale (22697) Manek, est un astéroïde de la ceinture principale.

## Description
(22697) Manek est un astéroïde de la ceinture principale. Il fut découvert le 7 septembre 1998 à l'Observatoire d'Ondřejov par Lenka Šarounová. Il présente une orbite caractérisée par un demi-grand axe de 2,80 UA, une excentricité de 0,09 et une inclinaison de 16,6° par rapport à l'écliptique.

## Compléments